# Хунь
Хунь (кит. 魂, «горние», «небесные», «разумные», «янские» души) в китайской мифологии — душа (наряду с по кит. 魄 — «дольние», «земные», «животные», «иньские» души).

Чжуаньшу («иероглифы печати») слова хунь 魂

Считалось, что душа хунь связана с силами ян, а душа по с инь. Душа хунь управляет духом человека (включая эмоции и ментальные процессы, в том числе сон и транс, во время которых они могли временно покидать тело и действовать автономно), а по — его телом (физиологические процессы и двигательные функции тела). Согласно мифологии, после смерти человека хунь улетает на небо, а по уходит в землю или рассеивается.
В древности проходили массовые весенние обряды призывания душ хунь и по, так как верили, что их объединение даёт жизнь и соответственно плодородие.
В древнем Китае был широко распространён обряд призывания души хунь после смерти человека, включая особые жертвоприношения душе хунь.
В более поздний период считалось, что после смерти человека по остаётся в комнате умершего, так как духи дверей Мэнь-шэнь не дают ей выйти, а хунь уводят служители бога города Чэн-хуан, и она начинает путь в загробный мир и к будущим перерождениям. С помощью особой церемонии можно заставить душу хунь умершего предка покинуть загробный мир и выйти из мира тьмы, и подняться во дворец Южной вершины, чтобы стать бессмертным.
Посреди этого дворца бьёт источник жидкого огня, в котором купаются души; затем Верховный владыка создает для них «новое жизненное тело».